# Allarps bjär
Allarps bjär er et naturreservat i Höörs kommun.
Den nordlige del af naturreservatet består af en basaltkop, en af flere uddøde vulkaner i Skåne. Basaltkoppen er resterne af de vulkaner, der var aktive under jura og tidlig kridttid. Enkelte steder kan man se de sekskantede søjler af størknet magma fra kraterrøret. Den sydlige del af reservatet består hovedsagelig af løvskov. Allarps bjär har sandsynligvis været skovbevokset i lang tid, hvor skråningerne har været vanskeligt at bruge til skovbrug og græsning.
Allarps bjär støder i sydvest op til Södra Hultarp naturreservat. Det meste af Allarps bjär er et Natura 2000-område.
Bjär er et gammelt skånsk (østdansk) ord for bjerg.

## Flora og fauna
På Allarps bjärs top vokser elm, ask, avnbøg, lind, ahorn og fugle-kirsebær. Skråninger og løvskoven mod syd del består bevoksningen af eg bøg og avnbøgeskov. Skovbunden er meget rig på arter bl.a. akeleje-frøstjerne, anemone, almindelig guldnælde, gul anemone, eng-nellikerod, hulrodet lærkespore, skovmærke, almindelig bingelurt, stor konval, ramsløg, hvid anemone og vår-fladbælg. Selv laver, mosser og svampe er rigt repræsenteret af sjældne arter som f.eks. slørhat. Den sjældne flagermus Myotis alcathoe  er endda registreret i naturreservatet.

## "Karrastenen"
Ved skåneleden er der en mossfri, men ellers ikke bemærkelsesværdig klippe kaldet "Karrastenen". De, der formår at løfte stenen, er i følge traditionen "en rigtig mand".